# Medven Draga
 Medven Draga  falu Horvátországban Zágráb megyében. Közigazgatásilag Krašićhoz tartozik.

## Fekvése
Zágrábtól 40 km-re délnyugatra, községközpontjától 5 km-re északnyugatra a Zsumberki-hegységben fekszik. 

## Története
A falunak 1857-ben 71, 1910-ben 94 lakosa volt. Trianon előtt Zágráb vármegye Jaskai járásához tartozott. 2001-ben 46 lakosa volt. 

## Lakosság
| Lakosság változása | Lakosság változása | Lakosság változása | Lakosság változása | Lakosság változása | Lakosság változása | Lakosság változása | Lakosság változása | Lakosság változása | Lakosság változása | Lakosság változása | Lakosság változása | Lakosság változása | Lakosság változása | Lakosság változása |
| ------------------ | ------------------ | ------------------ | ------------------ | ------------------ | ------------------ | ------------------ | ------------------ | ------------------ | ------------------ | ------------------ | ------------------ | ------------------ | ------------------ | ------------------ |
| 1857               | 1869               | 1880               | 1890               | 1900               | 1910               | 1921               | 1931               | 1948               | 1953               | 1961               | 1971               | 1981               | 1991               | 2001               |
| 71                 | 81                 | 98                 | 107                | 109                | 94                 | 103                | 87                 | 116                | 111                | 95                 | 77                 | 65                 | 54                 | 46                 |

## Nevezetességei
Védett műemlék a 13. szám alatti épületegyüttes, mely egy lakóházból és melléképületekből áll. Az épületek egy egészet alkotnak, belső négyzet alakú udvarral. A ház hosszabb emeletes homlokzata mentén fa veranda húzódik, faragott kerítéssel. A ház bejárata fölött fel van tüntetve az 1868-as évszám és a tulajdonos neve.